# Ninhue
Ninhue (mapudungun: lugar protegido por los vientos) es una comuna chilena de la provincia de Itata, Región de Ñuble, en la zona central de Chile. Su capital es el pueblo de Ninhue.
Hasta 1927 perteneció a la provincia de Maule, limita por el norte con la Comuna de Cauquenes, región del Maule, por el este con las comunas de San Carlos y San Nicolás, por el sur con la comuna de Portezuelo, y por el oeste con la comuna de Quirihue.
La capital comunal es la localidad de Ninhue. En este pintoresco poblado, ubicado a 46 km al noroeste de Chillán, existe una interesante producción artesanal de bordados y trenzado de paja. A 2km de Ninhue están las casas patronales de la Hacienda San Agustín de Puñual, hoy restauradas y convertidas en museo, donde nació Arturo Prat Chacón, héroe naval de la Guerra del Pacífico. Las casas de la hacienda son del siglo XVIII y han sido declaradas Monumento Nacional. Está exactamente ubicada a 36°25′ latitud sur y a 72° 26' de longitud.

## Historia
La capital comunal, Ninhue, comenzó a formarse durante el año 1770, debiendo su origen a la parroquia de Ninhue; dicha iglesia, en cuyo alrededor comenzaron a establecerse pobladores en los terrenos pertenecientes a los fundos de Chimilto y Coroney.
El origen administrativo de la comuna se remonta al año 1860, cuando una ley del Gobierno del presidente Manuel Montt Torres, expropió y dio forma a la aldea de Ninhue; posteriormente, el año 1861 se creó la Municipalidad y finalmente, el 22 de diciembre de 1891, bajo la presidencia de Jorge Montt, el pueblo fue fundado como Villa de Ninhue.
Ya a fines del siglo XIX, Francisco Solano Asta-Buruaga y Cienfuegos describe a la localidad de Ninhue, en los siguientes términos en el Diccionario Geográfico de Chile:

Villa del departamento de Itata situada en los 36º 22' Lat. y 72° 25' Lon. á unos 25 kilómetros hacia el SE. de su capital Quirihue y 55 al SSO. de la ciudad de Cauquenes. Está asentada en el declive ó recuesto oriental del cerro de su nombre, el cual es un cabezo prominente de las sierras intermedias del departamento y de algún arbolado, y del que bajan por el pueblo dos arroyos de buena agua que se reúnen á su pie y van á echarse á corto trecho al S. en la parte superior del río Lonquén. Contiene 520 habitantes, una iglesia parroquial con la advocación de San Antonio, que lo es también del título de la villa, oficinas de registro civil y de correo, dos escuelas gratuitas y municipalidad, que comprende el territorio de la municipalidad de su nombre y de la de Lircay. Debe su origen á dicha iglesia, erigida en 1770, y á cuyo alrededor desde entonces comenzaron á establecerse moradores, ocupando terrenos pertenecientes á los fundos de Chimilto y Coroney los cuales sólo vinieron á ser adquiridos en propiedad por sus posesores, mediante la ley de expropiación de 31 de julio de 1860, la que al mismo tiempo aumentó la extensión de aquellos á 31 hectáreas para dar regularidad y ensanche á la aldea.
Francisco Solano Asta-Buruaga y Cienfuegos (1899)

## Medio ambiente

### Geomorfología y componentes abióticos

Trazado simplificado de los ecosistemas y cuerpos de agua presentes en la comuna de Ninhue.

La comuna de Ninhue se encuentra emplazada en las unidades geomorfológicas de Llanos de sedimentación fluvial o aluvional, Cordillera de la costa y Llano central fluvio-glacio-volcanico; y presenta según la clasificación climática de Köppen clima mediterráneo de lluvia invernal (Csb). Esta además se halla entre las cuencas hidrográficas de Costeras entre límite de la región y el río Itata, río Itata y río Maule. Además, la comuna posee diversos cuerpos de agua, entre los que se destacan el río Lonquén.

### Componentes bióticos
Dentro del territorio de la comuna se pueden hallar los siguientes ecosistemas:
- Bosque esclerófilo mediterráneo interior donde predominan Lithrea caustica y Peumus boldus (En peligro)
- Bosque esclerófilo psamófilo mediterráneo interior donde predominan Quillaja saponaria y Fabiana imbricata (En peligro crítico)

### Medidas de protección ambiental y conflictos socioambientales
Hasta 2022, la comuna de Ninhue cuenta con un área territorial destinada a la protección ambiental:
- Altos de Ninhue (Cordón de Cerros) (Sitios ERB)[15]

## Demografía
En el censo de 2002, la comuna de Ninhue tenía una población de 5738 habitantes y una densidad poblacional de 14,3 hab/km². Del total de la población, el 24,97% corresponde a población urbana y el 75,03% a población rural. La totalidad de la población urbana se encuentra en el pueblo de Ninhue, centro administrativo de la comuna.

### Localidades
La comuna de Ninhue según el censo de 2002 tiene las siguientes localidades:
- Ninhue, capital comunal, 1433 habitantes.
- Hualte, 406 habitantes.
- San José, 307 habitantes.
- Reloca, 297 habitantes.
- Quirao, 229 habitantes.
- Quitripín, 178 habitantes.
- Rincón, 151 habitantes.
- Coyanco, 144 habitantes.
- Coipín, 136 habitantes.
- Hualte Peñaflor, 135 habitantes.
- Agua Fría, 129 habitantes.
- Cerro Ninhue, 117 habitantes.
- Los Corteses, 115 habitantes.
- La Isla, 110 habitantes.
- Los Cardones, 90 habitantes.
- Pichoco, 88 habitantes.
- Pangue, 71 habitantes.
- Villa Alegre, 71 habitantes.
- La Posta, 69 habitantes.
- Lonquén, 55 habitantes.
- Torrecillas, 23 habitantes.
- Chimiltito,  14 habitantes.
- La Invernada, 6 habitantes.
- Chequén, 90 habitantes

## Administración
La administración de la comuna corresponde a la Ilustre Municipalidad de Ninhue, cuya máxima autoridad es el alcalde Luis Molina Melo (DC), quien asumió el 28 de junio de 2021. El Concejo Municipal está integrado en el periodo 2021-2024 por los concejales:
- Petrona Estela Ortiz Contreras
- Carlos Alberto Hizmeri Parra
- Pedro Manuel Gutiérrez Quintana
- Pedro Antonio Parra Montecinos
- Grit Karen Guiñez Sanhueza
- Karla Valentina Sepúlveda Jara

## Economía
En 2018, la cantidad de empresas registradas en Ninhue fue de 27. El Índice de Complejidad Económica (ECI) en el mismo año fue de -1,01, mientras que las actividades económicas con mayor índice de Ventaja Comparativa Revelada (RCA) fueron Transporte de Valores (18179,41), Otras Explotaciones de Animales (463,65) y Comercio al por Menor de Artículos Típicos y Artesanías (90,73).

## Cultura

### Atractivos artesanales
Entre las manifestaciones del folclor que se dan en Ninhue, encontramos los tejidos en paja de trigo, chupallas, sombreros y bellos bordados. Las bordadoras de Ninhue retratan nuestras tradiciones en lanas de colores, tapices que están en colecciones privadas y museos en Alemania, Argentina, España, Rusia, Venezuela y principalmente en Estados Unidos. Las chupallas de ninhue se realizan con paja de trigo cultivada en la zona y trenzada por las llamadas colchanderas, quienes unen las fibras para crear las cuelchas. Esta materia prima se las venden a los artesanos que fabrican con hormas de madera, mazos de espino y planchas los tradicionales sombreros. Debido a esta confección única en Chile, las chupallas de Ninhue poseen la Denominación de Origen desde 2018.

### Fiestas tradicionales
Cabe destacar que Ninhue conserva, en sus campos, tradiciones folclóricas como: La trilla a yegua suelta, Fiesta de San Juan, Carreras a la chilena y la Cruz de trigo. Cada 24 de octubre se celebra la Fiesta del Rosario. Otro evento muy popular es el Carnaval de verano.

## Lugares de interés

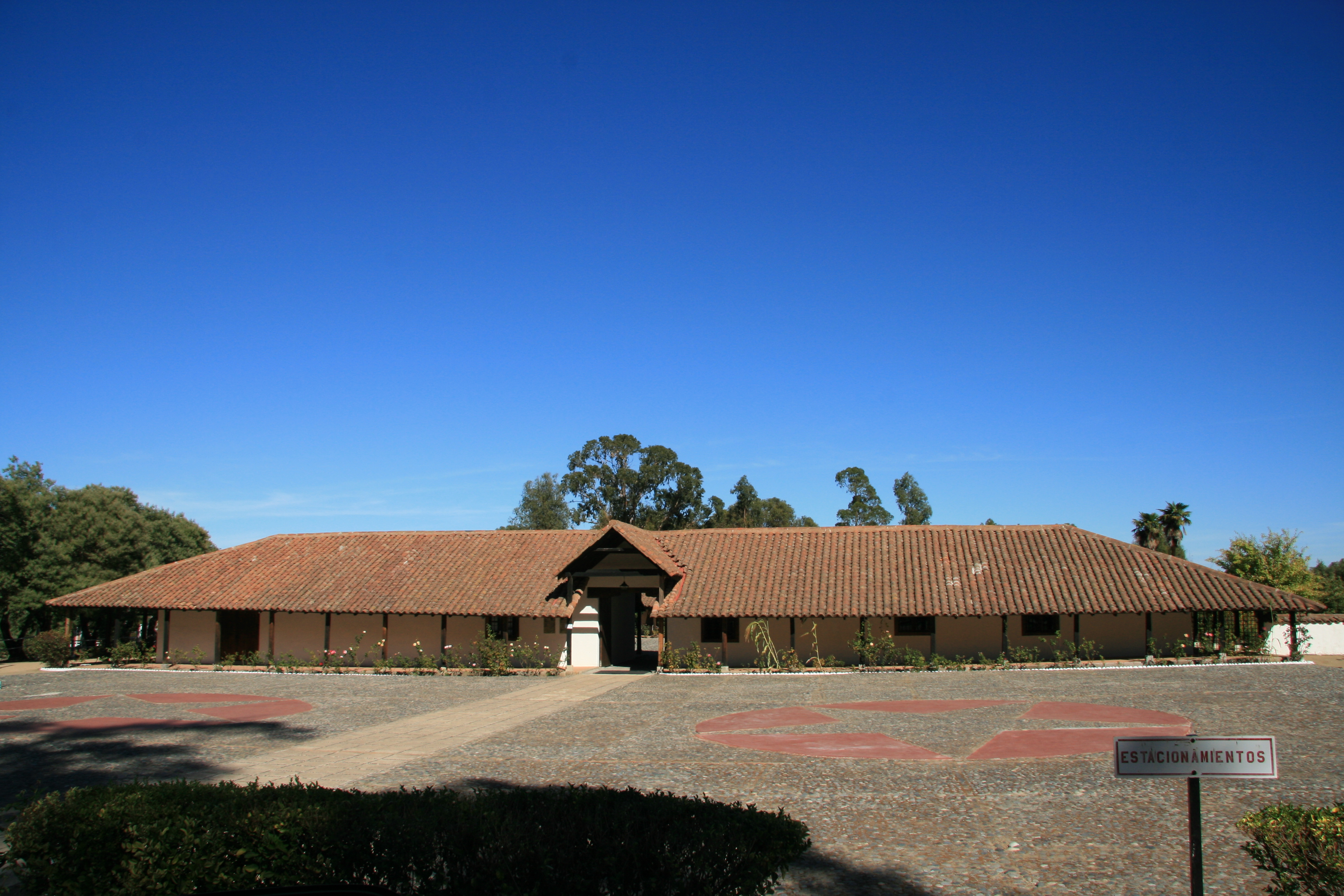
Hacienda San Agustín de Puñual, lugar de nacimiento del prócer nacional Arturo Prat.

### Hacienda San Agustín de Puñual
La Hacienda San Agustín de Puñual está ubicada a 2 km al oeste del pueblo de Ninhue y fue construida en 1780. En esta hacienda nació Arturo Prat en 1848, donde vivió su primer año de vida hasta mudarse a Santiago junto a su familia. Con el objetivo de recuperar el valor histórico de la hacienda, el 3 de abril de 1979 fue inaugurado el Santuario Cuna de Prat. Luego del terremoto de 2010, el museo debió cerrar por los daños sufridos, reabriendo para el público en 2014 luego de un proceso de reconstrucción.
La Casa cuna de Arturo Prat y terrenos adyacentes fueron declarados monumento nacional en 1968 en la categoría monumento histórico.

## Personas destacadas
- Arturo Prat
- Arturo Pérez Palavecino
- David Benavente Sepúlveda

## Medios de comunicación

### Radioemisoras
FM
- 97.5 MHz - Radio Interactiva
- 107.3 MHz - Radio Ninhue